# Antonio del Castillo y Saavedra

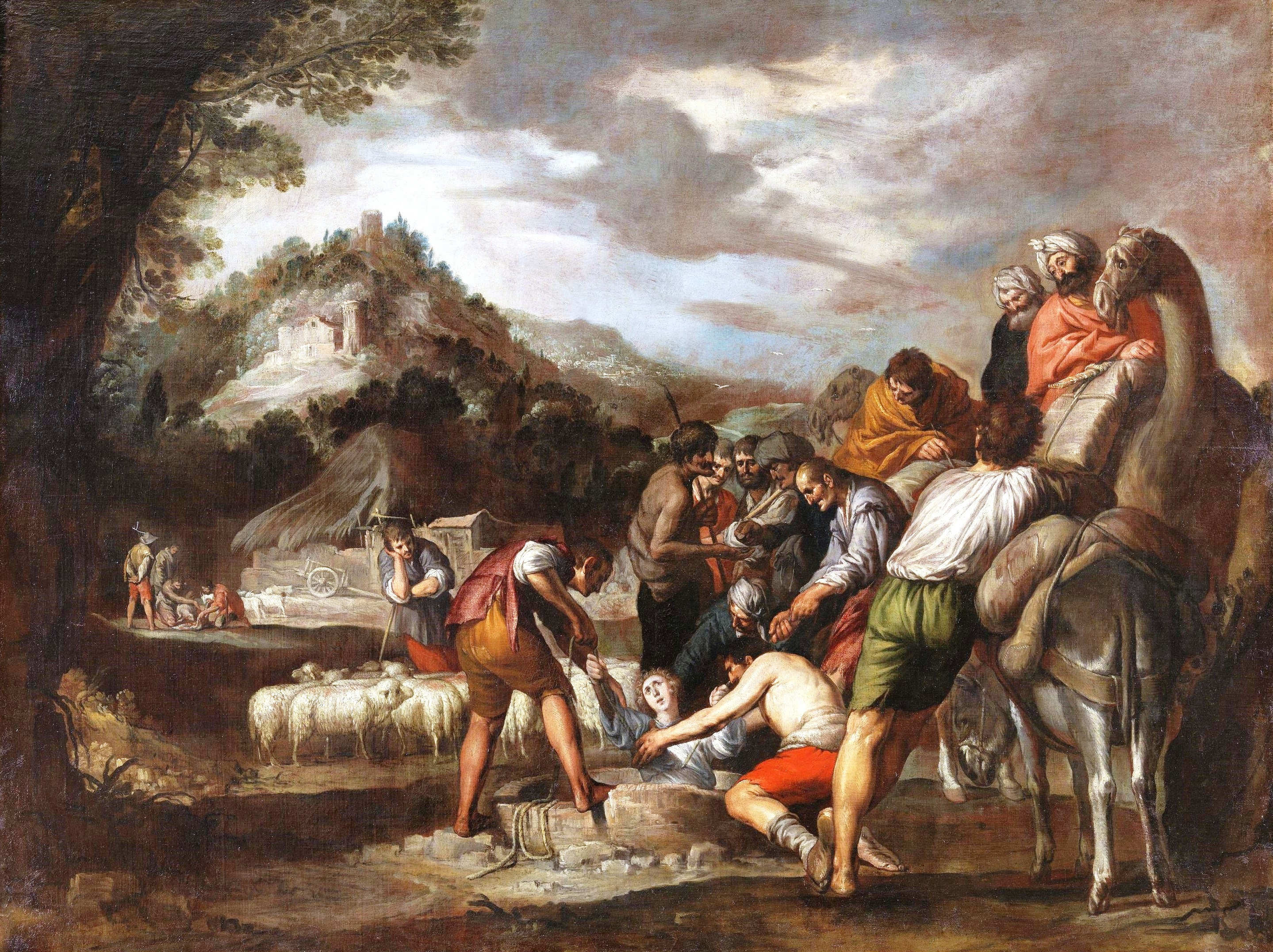
José vendido por sus hermanos, óleo sobre lienzo (109 x 145 cm) Museo del Prado. El lienzo forma parte de una serie de seis cuadros dedicados a la vida de José en los que destacan especialmente los paisajes, de los que Castillo tomaba rápidos apuntes del natural.

Antonio del Castillo y Saavedra (1616-1668) fue un pintor barroco español natural de Córdoba, de cuya escuela es el mejor exponente, además de destacar como paisajista y dibujante, faceta en la que puede ser contado entre los más importantes pintores del Siglo de Oro español.

## Biografía
Natural de Córdoba, fue hijo del pintor Agustín del Castillo, de quien apenas nada se conoce pero al que Palomino llama «pintor excelente» y de ilustre familia, y de Ana de Guerra. Formado inicialmente en el taller paterno, quedó huérfano a los quince años; siendo el mayor de cuatro hermanos, el 24 de noviembre de 1631 se presentó ante un magistrado en Córdoba pidiendo un tutor debido a su minoría de edad. Colocado con el pintor de imaginería Ignacio Aedo Calderón, el contrato conforme a los términos acostumbrados establecía que Aedo se comprometía a enseñarle el oficio de pintor de manera que pudiese dedicar su vida a ello. Castillo le serviría en todo lo posible a cambio de recibir la formación y el cuidado del maestro además de ser alimentado, vestido, calzado y procurarle un lugar donde residir mientras su madre se encargaba de criar a sus hermanos menores. Según afirma Palomino, pasó luego a Sevilla a fin de completar sus estudios con el también cordobés José de Sarabia, «y lo consiguieron en la escuela del insigne Francisco de Zurbarán». La relación con el pintor extremeño, no obstante, carece de confirmación documental, aunque puede sostenerse por razones de afinidad estilística, así como carece de fundamento la relación de parentesco, sostenida por Palomino, con el pintor sevillano Juan del Castillo.
A la vuelta de Sevilla, el 28 de junio de 1635 contrajo matrimonio con su primera esposa, Catalina de la Nava, mujer quince años mayor que él y con la que quizá contrajese matrimonio por la necesidad de establecerse económicamente y poder ayudar a su madre y hermanos pequeños. Con su esposa se estableció en una vivienda alquilada en la calle frente al Hospital de la Lámpara y con la dote de su esposa amueblaron su nuevo hogar.
En 1638 se le menciona como pintor de imaginería en el primer documento que se refiere a él como maestro pintor: el contrato para la pintura de una imagen de San José esculpida por el cordobés Bernabé Gómez del Río para la iglesia parroquial de Montoro, por el que había de cobrar 21 ducados. En 1642 subcontrató con el pintor Diego de Borja un lienzo de San Pedro Nolasco recibiendo el hábito mercedario y cuatro pinturas pequeñas que representaban a san Pedro Armengol, san Serapio, santa María del Socorro y Santa Colaxia para el altar mayor del convento de Nuestra Señora de las Mercedes Extramuros, por un total de cincuenta ducados. Aun así, la mayor parte de sus ingresos en esta primera etapa provenían de las obras vendidas en la tienda que había sido de su padre. Cambió su local en dos ocasiones asentándose definitivamente el 31 de agosto de 1641 en el local situado en la calle de Libreros, continuación de la calle de la Feria, actualmente conocida como Diario Córdoba. 

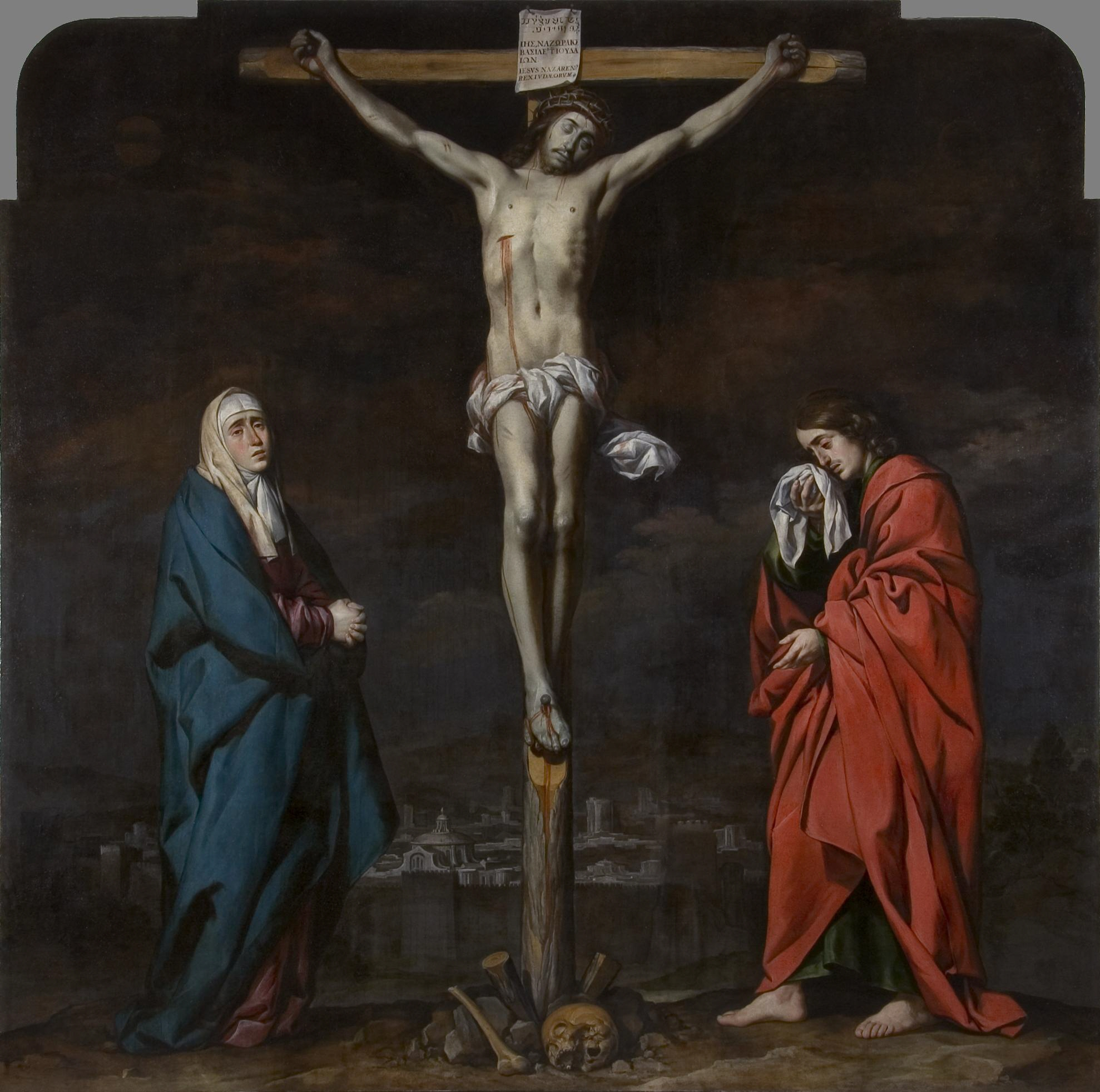
Calvario de la Inquisición, Museo de Bellas Artes de Córdoba. Pintado para presidir el salón del tribunal del Santo Oficio de la Inquisición de Córdoba, donde estaba acompañado de los retratos de los dos inquisidores mártires, San Pedro Mártir y Pedro de Arbués, pintados por el mismo Antonio del Castillo.

El 28 de octubre de 1644 murió prematuramente Catalina de la Nava, que le dejó en herencia un quinto de sus bienes y repartió el resto entre Andrés Pérez y Francisca de León, hijos de su primer matrimonio. Finalmente con la intervención del abogado de Castillo quedó todo en dos pagos de 400 reales. En 1645 el canónigo Lupercio González le encargó El martirio de San Pelayo para la capilla privada que poseía en el trascoro de la catedral cordobesa. Se trataría del primer encargo de esta naturaleza, al que siguieron algunos trabajos para la capilla de Nuestra Señora del Rosario junto a la capilla del Inca Garcilaso, dorada por su padre algunos años antes.
Cinco años después del fallecimiento de Catalina de la Nava contrajo segundas nupcias con María Magdalena Valdés, hija del platero Simón Rodríguez de Valdés. Se iniciaba así una de las etapas más prosperas para el artista cordobés, en la que aumentaron los encargos importantes: Calvario de la Inquisición (actualmente en el Museo de Bellas Artes de Córdoba) destinado al salón principal del tribunal de la Inquisición (actualmente Salón de los mosaicos del Alcázar de los Reyes Cristianos); el encargo del mural de La Virgen, San Felipe y Santiago el Menor, para la catedral; las pinturas murales para la Puerta del Perdón de la catedral; la Coronación de la Virgen, para la iglesia del Hospital de Jesús Nazareno y el San Rafael para José de Valdecañas y Herrera quien lo donaría al consorcio.
Con motivo de la peste de los años 1649 y 1650, Castillo presentó un poema al certamen de poesía convocado por la ciudad en honor al arcángel San Rafael en demanda de protección contra la enfermedad. Las seis estrofas de Castillo, dedicadas a la primera aparición del arcángel al cordobés fray Simón de Sousa en 1278, le valieron un segundo premio y fueron recogidas en 1653 en el libro conmemorativo de Pedro Mexía de la Cerda, Relación de las fiestas eclesiásticas y seculares que la mui noble y siempre leal Ciudad de Córdoba ha hecho a su Ángel Custodio S. Rafael este año de M.DC.LI.(sic).
En 1652 falleció María Magdalena Valdés dejando a Castillo viudo por segunda vez, lo que le impidió acudir a la entrega del premio literario en la iglesia de San Pablo. El 30 de julio de 1654 firmó un contrato matrimonial con Francisca  de Paula Lara y Almoguera. Los últimos años de su vida están algo peor documentados debido a la falta de documentación escrita y producción artística. Durante su última etapa se aloja en la calle Muñices, donde sería vecino de la que por aquel entonces era la élite cordobesa. En 1666, dice Palomino, viajó a Sevilla, a la que no había vuelto desde los años de estudio, y allí descubrió la pintura de Murillo y la belleza de sus colores, «que a él le faltaba, sobrándole tanto el dibujo», lo que le hizo exclamar: «¡Ya murió Castillo!».
Algo de lo aprendido de Murillo se manifestaría en sus últimas obras, según Palomino, singularmente en un San Francisco de medio cuerpo que pintó para el mercader Lorenzo Mateo, que «excede en el buen gusto, y dulzura en la cabeza, y manos a todo lo que hizo en su vida Castillo, porque a la verdad le faltó una cierta gracia, y buen gusto en el colorido». Falleció el 2 de febrero de 1668, en la vivienda de la calle Muñices sin descendencia.

## Obra

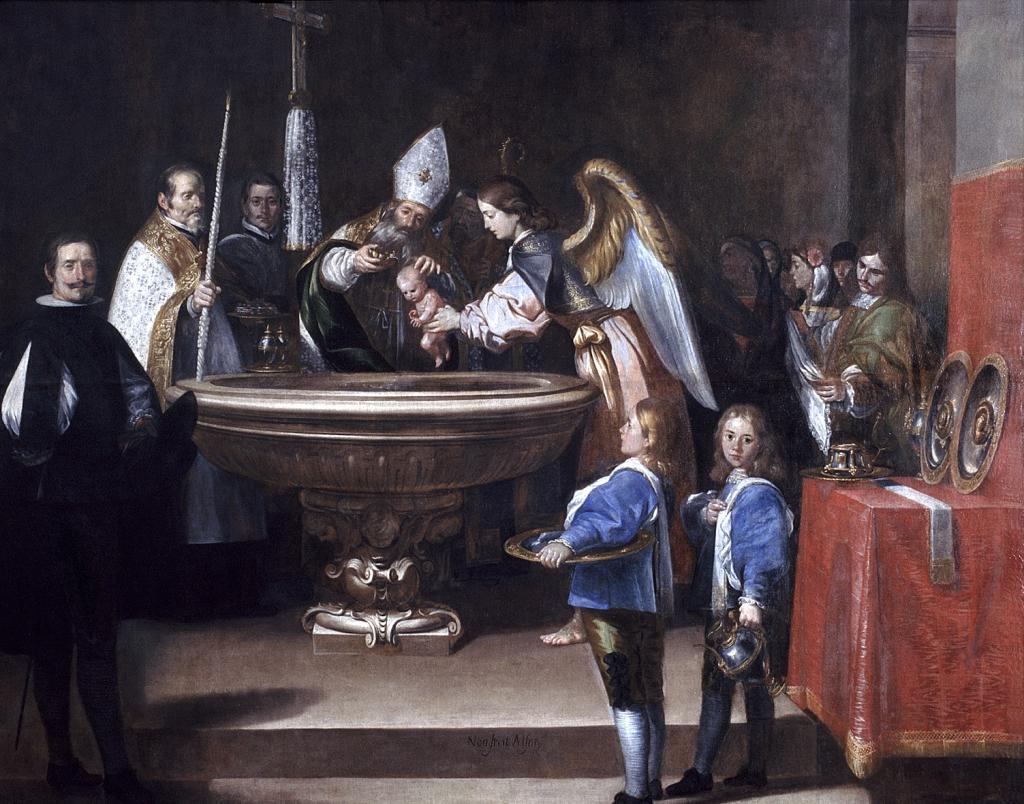
Bautismo de san Francisco de Asís, óleo sobre lienzo, 196 x 248 cm, Museo de Bellas Artes de Córdoba.

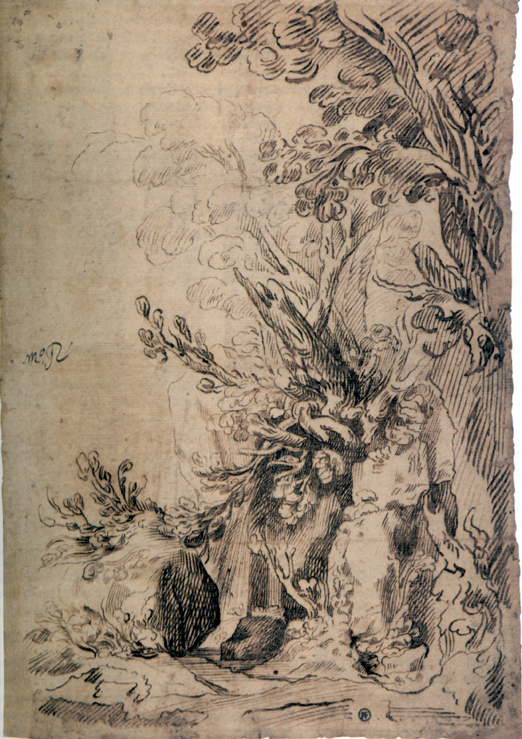
Paisaje con árboles y maleza, plumilla sepia sobre papel, Museo de Bellas Artes de Córdoba. Este singular dibujo, buen ejemplo de paisaje puro, acrecienta su interés por llevar al dorso un poema del propio pintor, titulado Quejarse un prado porque el enero lo había agotado, justificando la fama de poeta local que le atribuye Palomino.

En su pintura Castillo se mueve sin apenas evolución en la órbita del naturalismo, ajeno a las nuevas corrientes más barrocas. La huella de un aprendizaje en ambientes zurbaranescos se advierte en algunas de sus composiciones de asunto religioso, como pueden ser el Calvario de la Inquisición, que pintó para el salón del Santo Oficio en el Alcázar de los Reyes Cristianos (actualmente en el Museo de Bellas Artes de Córdoba), la Adoración de los Pastores del Museo del Prado, depositada en el Museo de Málaga, o el Nacimiento de la Hispanic Society, tratadas con solemne monumentalidad e iluminación tenebrista
Más personal se muestra en las pinturas de carácter narrativo, con numerosas figuras situadas en marcos arquitectónicos o paisajísticos en los que se pondrán de manifiesto su sentido espacial y los numerosos estudios del natural que acostumbraba a hacer. «Excelente paisajista», según Palomino, y dotado para este género de «singular gracia», como demostraban los numerosos cuadros guardados en casas particulares con historiejas y ciudadelas, Castillo «se salía algunos días a pasear, con recado de dibujar, y copiaba algunos sitios por el natural aprovechándose asimismo de las cabañas, y cortijos de aquella tierra; donde copiaba también los animales, carros y otros adherentes» De ese interés por lo inmediato quedan unos 150 dibujos, tanto de cabezas como de paisajes, animales y escenas campesinas, que utilizará en los fondos paisajísticos de sus pinturas historiadas al óleo, en las que los rostros de los personajes son, además, auténticos retratos. Ejemplos de ello quedan en la serie de seis cuadros dedicados a la vida de José, conservada en el Museo del Prado, en los que Alfonso E. Pérez Sánchez destacó su «luminoso sentido del paisaje, con refinados grises verdosos y plateados», aunque Palomino le achacase falta de gusto en el color, o en el célebre Martirio de San Pelayo de la Catedral de Córdoba, «donde mostró grandemente Castillo la eminencia de su ingenio en lo historiado». Dos pequeños lienzos de formato apaisado en colección privada, con escenas de la infancia de Jesús (Descanso en la huida a Egipto y Sueño de San José), situadas en amplios paisajes con blancas ciudades en las lejanías, pueden ilustrar aquellos países aludidos por Palomino en casas particulares cordobesas.
El acierto en la composición y el realismo de sus retratos puede apreciarse en el Bautismo de San Francisco de Asís del Museo de Bellas Artes de Córdoba, pintado en 1663 para el claustro del convento franciscano de San Pedro el Real, donde según cuenta Palomino, molesto de ver repetida la firma de Juan de Alfaro que competía con él con otras pinturas para el mismo claustro, firmó «non fecit Alfarus». Muestras del mismo naturalismo inmediato que se aprecia en sus dibujos se encuentran también en el San Francisco predicando ante el papa Inocencio III, en la parroquia de San Francisco y San Eulogio de la Axerquía, donde entre distinguidos príncipes de la iglesia asisten al sermón mendigos, gentes del pueblo absortas y chiquillos inquietos.
Antonio del Castillo pintó también al fresco, siendo suyas las imágenes de los apóstoles Pedro y Pablo con los santos patronos de la ciudad en la Puerta del Perdón de la catedral de Córdoba (dibujo preparatorio en el Museo de Bellas Artes). Con Cristóbal Vela compitió por hacerse con la pintura del retablo mayor de la catedral, siempre según Palomino, adjudicada finalmente a éste. Trabajó con frecuencia para los franciscanos y para los dominicos, siendo suyas las pinturas de la monumental escalera del Colegio de San Pablo de la Orden de Predicadores, de la que procede el cuadro de la Aparición de san Pablo al rey Fernando III, actualmente en el Museo de Bellas Artes de Córdoba, pero además se vio precisado a trabajar para las distintas iglesias de la ciudad y para algunos miembros de la oligarquía urbana, en ocasiones al dictado conforme a las condiciones de quienes le encargaban la obra, con «gran mortificación suya...; porque no estaba tan sobrado de medios, ni de obras, que pudiese abandonar algunas».